# Sven Almqvist (militär)
Sven Ludvig Rudolf Almqvist, född den 14 september 1903 i Uppsala, död den 4 april 1990 i Djursholm, var en svensk militär och kulturhistorisk författare. Han var sonson till Ludvig Teodor Almqvist.
Almqvist blev fänrik i Södermanlands regemente 1926, underlöjtnant vid regementet 1928 och löjtnant där 1931. Han blev tillförordnad kapten vid Signalregementet 1938 (ordinarie 1941). Almqvist var aspirant i generalstabskåren 1941–1943 och chef för försvarsbyrån i telegrafstyrelsen 1945–1949. Han befordrades till major 1945 och till överstelöjtnant 1951. Almqvist var chef för Signalregementets kompani i Skövde 1949–1952 och chef för Arméns signalskola 1953–1954. Han var överste och chef för Upplands signalregemente 1955–1963. Almquist promoverades till filosofie hedersdoktor vid Uppsala universitet 1974. Han blev riddare av Svärdsorden 1946 och av Vasaorden 1949 samt kommendör av Svärdsorden 1959 och kommendör av första klassen 1963. Almqvist vilar på Djursholms begravningsplats.